# ダーンリー伯爵
ダーンリー伯爵（英: Earl of Darnley）は、イギリスの伯爵位。過去に3回創設されており、第1期と第2期はスコットランド貴族爵位、第3期はアイルランド貴族爵位である。第2期と第3期のものが現存しており、第2期のものはリッチモンド公爵ゴードン＝レノックス家に従属爵位の一つとして継承されている。第3期のものはブライ家が継承している。

## 歴史

### スチュワート家(第1期)
第1期のダーンリー伯爵位は、スコットランド女王メアリーの王配ダーンリー卿ヘンリー・ステュワート(1545-1567)の従兄弟にあたるエズメ・ステュワート(1542-1583)が1581年8月5日に第1期のレノックス公爵位(Duke of Lennox)とともにスコットランド貴族爵位として叙されたものである。1672年12月12日に6代レノックス公・3代リッチモンド公・6代ダーンリー伯チャールズ・ステュワート(1639-1672)の死去でレノックス公爵位やリッチモンド公爵位(第2期)とともに廃絶している

### スチュアート家(第2期)
第2期のダーンリー伯爵位は、チャールズ2世の庶子で1675年8月9日に第3期のリッチモンド公爵位（Duke of Richmond）に叙されたチャールズ・レノックス(1672-1723)が、同年9月9日にレノックス公爵位とともに叙されたスコットランド貴族爵位である。以来2017年現在に至るまでその子孫のリッチモンド公爵レノックス家（ゴードン＝レノックス家）に代々継承されて現存している。

### ブライ家(第3期)

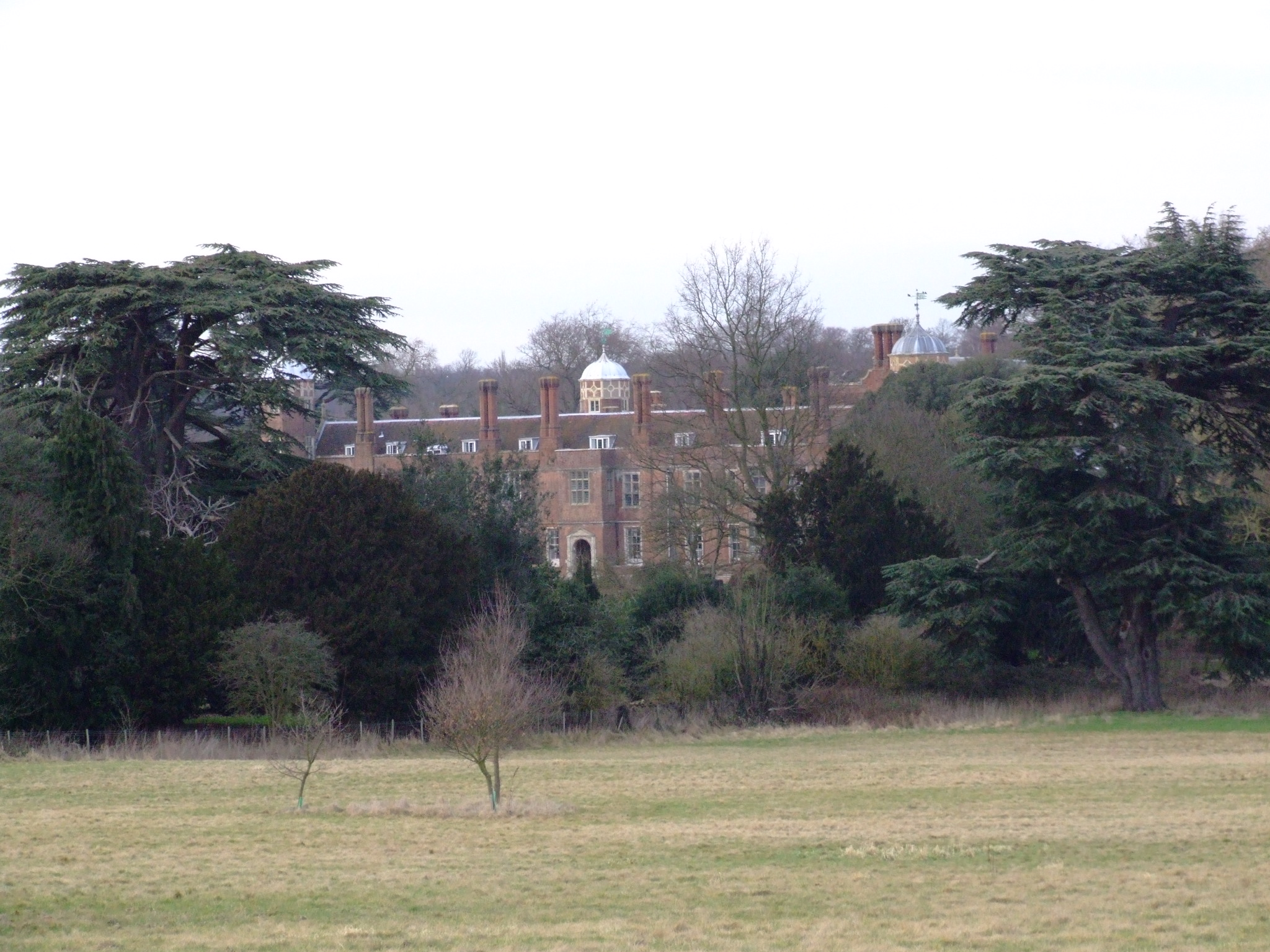
ダーンリー伯爵家の旧邸宅であるコバム・ホール。2009年頃。

第3期のダーンリー伯爵位は、アイルランド議会庶民院議員のジョン・ブライ(1687–1728)が、1721年9月14日にアイルランド貴族爵位ミーズ県におけるラスモアのクリフトン男爵(Baron Clifton of Rathmore, in the County of Meath)、1723年3月7日にアイルランド貴族爵位ミーズ県におけるアストイのダーンリー子爵(Viscount Darnley, of Athboy in the County of Meath)に叙された後、1725年6月29日にアイルランド貴族爵位として叙されたのに始まる。
初代伯の息子エドワード・ブライ(1715–1747)は、父からダーンリー伯爵位を継承したほか、母シアドゥーシア(Theodosia,1695–1722)からレイトン・ブロムズウォールドのクリフトン男爵 (Baron Clifton of Leighton Bromswold)を継承してる。この爵位は議会招集令状による物であるため、男子なく女子のみある場合には姉妹間に優劣のない女系継承が行われる
7代伯エドワード・ブライ(1851–1900)が死去した際、ダーンリー伯爵位は弟イヴォ・ブライ(1859–1927)が継承したが、クリフトン男爵位のみは一人娘のエリザベス・ブライ(1900-1937)が継承した。しかしエリザベスは子供なく死去したため、クリフトン男爵位は8代伯の息子9代伯エスメ・ブライ(1886–1955)に継承され、再びダーンリー伯爵位の従属爵位に戻ることとなった。
現在の当主は12代伯イヴォ・ドナルド・ブライ(1968-)である。本邸はイングランド・ウスターシャーのテンベリー・ウェルスにあるネザーウッド・マナー(Netherwood Manor)。ダーンリー伯爵ブライ家のモットーは「Finem respice」（終わりを考慮せよ）。

## 現当主の保有爵位
現在の当主イヴォ・ブライは以下の爵位を保有している。
- 第12代ダーンリー伯爵 (12th Earl of Darnley)
(1725年6月29日の勅許状によるアイルランド貴族爵位)
- ミーズ県におけるアストイの第12代ダーンリー子爵 (12th Viscount Darnley, of Athboy in the County of Meath)
(1723年3月7日の勅許状によるアイルランド貴族爵位)
- レイトン・ブロムズウォールドの第21代クリフトン男爵（英語版） (21st Baron Clifton of Leighton Bromswold)
(1608年7月9日の議会招集令状（英語版）によるイングランド貴族爵位)
- ミーズ県におけるラスモアの第12代クリフトン男爵 (12th Baron Clifton of Rathmore, in the County of Meath)
(1721年9月14日の勅許状によるアイルランド貴族爵位)

## 一覧

### ダーンリー伯爵 (1581年)
- レノックス公爵 (1581年創設)参照

### ダーンリー伯爵 (1675年)
- リッチモンド公爵 (1675年創設)参照

### ダーンリー伯爵 (1725年)
- 初代ダーンリー伯ジョン・ブライ  (1687–1728)
- 2代ダーンリー伯エドワード・ブライ (1715–1747) 初代伯の次男
- 3代ダーンリー伯ジョン・ブライ (1719–1781) 初代伯の三男
- 4代ダーンリー伯ジョン・ブライ (1767–1831) 3代伯の長男
- 5代ダーンリー伯エドワード・ブライ (1795–1835) 4代伯の次男
- 6代ダーンリー伯ジョン・スチュアート・ブライ (1827–1896) 5代伯の長男
- 7代ダーンリー伯エドワード・ヘンリー・スチュアート・ブライ (1851–1900) 6代伯の長男。クリフトン男爵位は娘エリザベスが継承
- 8代ダーンリー伯イヴォ・フランシス・ウォルター・ブライ（英語版） (1859–1927) 6代伯の次男
- 9代ダーンリー伯エスメ・イヴォ・ブライ (1886–1955) 8代伯の長男。1937年に従妹エリザベスからクリフトン男爵位継承[8]
- 10代ダーンリー伯ピーター・ステュアート・ブライ (1915–1980) 9代伯の長男
- 11代ダーンリー伯アダム・イヴォ・ステュアート・ブライ (1941–2017) 9代伯の次男。10代伯の異母弟
- 12代ダーンリー伯イヴォ・ドナルド・ブライ (1968-)
  - 法定推定相続人は、現当主の長男クリフトン卿ハリー・ロバート・ステュアート・ブライ(1999-)

## 系図
|                                                                   |                                                                   |                                                                   |                                                                   |                                                                   |                                                                   |  |  | クリフトン男爵家                                                  |                                                                |                                                                |                                                                |                                                                |                                                                |  |  |  |  |  |  |  |  |  |  |  |  |
| 1725年ダーンリー伯                                                |                                                                   |                                                                   |                                                                   |                                                                   |                                                                   |  |  |                                                                   |                                                                |                                                                |                                                                |                                                                |                                                                |  |  |  |  |  |  |  |  |  |  |  |  |
| 初代ダーンリー伯 ジョン・ブライ (1687–1728)                       | 初代ダーンリー伯 ジョン・ブライ (1687–1728)                       | 初代ダーンリー伯 ジョン・ブライ (1687–1728)                       | 初代ダーンリー伯 ジョン・ブライ (1687–1728)                       | 初代ダーンリー伯 ジョン・ブライ (1687–1728)                       | 初代ダーンリー伯 ジョン・ブライ (1687–1728)                       |  |  | 10代クリフトン女男爵 シアドゥーシア・ブライ (1695–1722)           | 10代クリフトン女男爵 シアドゥーシア・ブライ (1695–1722)        | 10代クリフトン女男爵 シアドゥーシア・ブライ (1695–1722)        | 10代クリフトン女男爵 シアドゥーシア・ブライ (1695–1722)        | 10代クリフトン女男爵 シアドゥーシア・ブライ (1695–1722)        | 10代クリフトン女男爵 シアドゥーシア・ブライ (1695–1722)        |  |  |  |  |  |  |  |  |  |  |  |  |
| 初代ダーンリー伯 ジョン・ブライ (1687–1728)                       | 初代ダーンリー伯 ジョン・ブライ (1687–1728)                       | 初代ダーンリー伯 ジョン・ブライ (1687–1728)                       | 初代ダーンリー伯 ジョン・ブライ (1687–1728)                       | 初代ダーンリー伯 ジョン・ブライ (1687–1728)                       | 初代ダーンリー伯 ジョン・ブライ (1687–1728)                       |  |  | 10代クリフトン女男爵 シアドゥーシア・ブライ (1695–1722)           | 10代クリフトン女男爵 シアドゥーシア・ブライ (1695–1722)        | 10代クリフトン女男爵 シアドゥーシア・ブライ (1695–1722)        | 10代クリフトン女男爵 シアドゥーシア・ブライ (1695–1722)        | 10代クリフトン女男爵 シアドゥーシア・ブライ (1695–1722)        | 10代クリフトン女男爵 シアドゥーシア・ブライ (1695–1722)        |  |  |  |  |  |  |  |  |  |  |  |  |
|                                                                   |                                                                   |                                                                   |                                                                   |                                                                   |                                                                   |  |  |                                                                   |                                                                |                                                                |                                                                |                                                                |                                                                |  |  |  |  |  |  |  |  |  |  |  |  |
|                                                                   |                                                                   |                                                                   |                                                                   |                                                                   |                                                                   |  |  |                                                                   |                                                                |                                                                |                                                                |                                                                |                                                                |  |  |  |  |  |  |  |  |  |  |  |  |
| 2代ダーンリー伯 11代クリフトン男爵 エドワード・ブライ (1715–1747) | 2代ダーンリー伯 11代クリフトン男爵 エドワード・ブライ (1715–1747) | 2代ダーンリー伯 11代クリフトン男爵 エドワード・ブライ (1715–1747) | 2代ダーンリー伯 11代クリフトン男爵 エドワード・ブライ (1715–1747) | 2代ダーンリー伯 11代クリフトン男爵 エドワード・ブライ (1715–1747) | 2代ダーンリー伯 11代クリフトン男爵 エドワード・ブライ (1715–1747) |  |  | 3代ダーンリー伯 12代クリフトン男爵 ジョン・ブライ (1719–1781)     | 3代ダーンリー伯 12代クリフトン男爵 ジョン・ブライ (1719–1781)  | 3代ダーンリー伯 12代クリフトン男爵 ジョン・ブライ (1719–1781)  | 3代ダーンリー伯 12代クリフトン男爵 ジョン・ブライ (1719–1781)  | 3代ダーンリー伯 12代クリフトン男爵 ジョン・ブライ (1719–1781)  | 3代ダーンリー伯 12代クリフトン男爵 ジョン・ブライ (1719–1781)  |  |  |  |  |  |  |  |  |  |  |  |  |
| 2代ダーンリー伯 11代クリフトン男爵 エドワード・ブライ (1715–1747) | 2代ダーンリー伯 11代クリフトン男爵 エドワード・ブライ (1715–1747) | 2代ダーンリー伯 11代クリフトン男爵 エドワード・ブライ (1715–1747) | 2代ダーンリー伯 11代クリフトン男爵 エドワード・ブライ (1715–1747) | 2代ダーンリー伯 11代クリフトン男爵 エドワード・ブライ (1715–1747) | 2代ダーンリー伯 11代クリフトン男爵 エドワード・ブライ (1715–1747) |  |  | 3代ダーンリー伯 12代クリフトン男爵 ジョン・ブライ (1719–1781)     | 3代ダーンリー伯 12代クリフトン男爵 ジョン・ブライ (1719–1781)  | 3代ダーンリー伯 12代クリフトン男爵 ジョン・ブライ (1719–1781)  | 3代ダーンリー伯 12代クリフトン男爵 ジョン・ブライ (1719–1781)  | 3代ダーンリー伯 12代クリフトン男爵 ジョン・ブライ (1719–1781)  | 3代ダーンリー伯 12代クリフトン男爵 ジョン・ブライ (1719–1781)  |  |  |  |  |  |  |  |  |  |  |  |  |
|                                                                   |                                                                   |                                                                   |                                                                   |                                                                   |                                                                   |  |  | 4代ダーンリー伯 13代クリフトン男爵 ジョン・ブライ (1767–1831)     |                                                                |                                                                |                                                                |                                                                |                                                                |  |  |  |  |  |  |  |  |  |  |  |  |
|                                                                   |                                                                   |                                                                   |                                                                   |                                                                   |                                                                   |  |  |                                                                   |                                                                |                                                                |                                                                |                                                                |                                                                |  |  |  |  |  |  |  |  |  |  |  |  |
|                                                                   |                                                                   |                                                                   |                                                                   |                                                                   |                                                                   |  |  | 5代ダーンリー伯 14代クリフトン男爵 エドワード・ブライ (1795–1835) |                                                                |                                                                |                                                                |                                                                |                                                                |  |  |  |  |  |  |  |  |  |  |  |  |
|                                                                   |                                                                   |                                                                   |                                                                   |                                                                   |                                                                   |  |  |                                                                   |                                                                |                                                                |                                                                |                                                                |                                                                |  |  |  |  |  |  |  |  |  |  |  |  |
|                                                                   |                                                                   |                                                                   |                                                                   |                                                                   |                                                                   |  |  | 6代ダーンリー伯 15代クリフトン男爵 ジョン・ブライ (1827–1896)     |                                                                |                                                                |                                                                |                                                                |                                                                |  |  |  |  |  |  |  |  |  |  |  |  |
|                                                                   |                                                                   |                                                                   |                                                                   |                                                                   |                                                                   |  |  |                                                                   |                                                                |                                                                |                                                                |                                                                |                                                                |  |  |  |  |  |  |  |  |  |  |  |  |
|                                                                   |                                                                   |                                                                   |                                                                   |                                                                   |                                                                   |  |  |                                                                   |                                                                |                                                                |                                                                |                                                                |                                                                |  |  |  |  |  |  |  |  |  |  |  |  |
| 7代ダーンリー伯 16代クリフトン男爵 エドワード・ブライ (1851–1900) | 7代ダーンリー伯 16代クリフトン男爵 エドワード・ブライ (1851–1900) | 7代ダーンリー伯 16代クリフトン男爵 エドワード・ブライ (1851–1900) | 7代ダーンリー伯 16代クリフトン男爵 エドワード・ブライ (1851–1900) | 7代ダーンリー伯 16代クリフトン男爵 エドワード・ブライ (1851–1900) | 7代ダーンリー伯 16代クリフトン男爵 エドワード・ブライ (1851–1900) |  |  | 8代ダーンリー伯 イヴォ・ブライ (1859–1927)                        | 8代ダーンリー伯 イヴォ・ブライ (1859–1927)                     | 8代ダーンリー伯 イヴォ・ブライ (1859–1927)                     | 8代ダーンリー伯 イヴォ・ブライ (1859–1927)                     | 8代ダーンリー伯 イヴォ・ブライ (1859–1927)                     | 8代ダーンリー伯 イヴォ・ブライ (1859–1927)                     |  |  |  |  |  |  |  |  |  |  |  |  |
| 7代ダーンリー伯 16代クリフトン男爵 エドワード・ブライ (1851–1900) | 7代ダーンリー伯 16代クリフトン男爵 エドワード・ブライ (1851–1900) | 7代ダーンリー伯 16代クリフトン男爵 エドワード・ブライ (1851–1900) | 7代ダーンリー伯 16代クリフトン男爵 エドワード・ブライ (1851–1900) | 7代ダーンリー伯 16代クリフトン男爵 エドワード・ブライ (1851–1900) | 7代ダーンリー伯 16代クリフトン男爵 エドワード・ブライ (1851–1900) |  |  | 8代ダーンリー伯 イヴォ・ブライ (1859–1927)                        | 8代ダーンリー伯 イヴォ・ブライ (1859–1927)                     | 8代ダーンリー伯 イヴォ・ブライ (1859–1927)                     | 8代ダーンリー伯 イヴォ・ブライ (1859–1927)                     | 8代ダーンリー伯 イヴォ・ブライ (1859–1927)                     | 8代ダーンリー伯 イヴォ・ブライ (1859–1927)                     |  |  |  |  |  |  |  |  |  |  |  |  |
| 17代クリフトン男爵 エリザベス・ブライ (1900-1937)                 | 17代クリフトン男爵 エリザベス・ブライ (1900-1937)                 | 17代クリフトン男爵 エリザベス・ブライ (1900-1937)                 | 17代クリフトン男爵 エリザベス・ブライ (1900-1937)                 | 17代クリフトン男爵 エリザベス・ブライ (1900-1937)                 | 17代クリフトン男爵 エリザベス・ブライ (1900-1937)                 |  |  | 9代ダーンリー伯 18代クリフトン男爵 エスメ・ブライ (1886–1955)     | 9代ダーンリー伯 18代クリフトン男爵 エスメ・ブライ (1886–1955)  | 9代ダーンリー伯 18代クリフトン男爵 エスメ・ブライ (1886–1955)  | 9代ダーンリー伯 18代クリフトン男爵 エスメ・ブライ (1886–1955)  | 9代ダーンリー伯 18代クリフトン男爵 エスメ・ブライ (1886–1955)  | 9代ダーンリー伯 18代クリフトン男爵 エスメ・ブライ (1886–1955)  |  |  |  |  |  |  |  |  |  |  |  |  |
| 17代クリフトン男爵 エリザベス・ブライ (1900-1937)                 | 17代クリフトン男爵 エリザベス・ブライ (1900-1937)                 | 17代クリフトン男爵 エリザベス・ブライ (1900-1937)                 | 17代クリフトン男爵 エリザベス・ブライ (1900-1937)                 | 17代クリフトン男爵 エリザベス・ブライ (1900-1937)                 | 17代クリフトン男爵 エリザベス・ブライ (1900-1937)                 |  |  | 9代ダーンリー伯 18代クリフトン男爵 エスメ・ブライ (1886–1955)     | 9代ダーンリー伯 18代クリフトン男爵 エスメ・ブライ (1886–1955)  | 9代ダーンリー伯 18代クリフトン男爵 エスメ・ブライ (1886–1955)  | 9代ダーンリー伯 18代クリフトン男爵 エスメ・ブライ (1886–1955)  | 9代ダーンリー伯 18代クリフトン男爵 エスメ・ブライ (1886–1955)  | 9代ダーンリー伯 18代クリフトン男爵 エスメ・ブライ (1886–1955)  |  |  |  |  |  |  |  |  |  |  |  |  |
|                                                                   |                                                                   |                                                                   |                                                                   |                                                                   |                                                                   |  |  |                                                                   |                                                                |                                                                |                                                                |                                                                |                                                                |  |  |  |  |  |  |  |  |  |  |  |  |
|                                                                   |                                                                   |                                                                   |                                                                   |                                                                   |                                                                   |  |  |                                                                   |                                                                |                                                                |                                                                |                                                                |                                                                |  |  |  |  |  |  |  |  |  |  |  |  |
| 10代ダーンリー伯 19代クリフトン男爵 ピーター・ブライ (1915–1980)  | 10代ダーンリー伯 19代クリフトン男爵 ピーター・ブライ (1915–1980)  | 10代ダーンリー伯 19代クリフトン男爵 ピーター・ブライ (1915–1980)  | 10代ダーンリー伯 19代クリフトン男爵 ピーター・ブライ (1915–1980)  | 10代ダーンリー伯 19代クリフトン男爵 ピーター・ブライ (1915–1980)  | 10代ダーンリー伯 19代クリフトン男爵 ピーター・ブライ (1915–1980)  |  |  | 11代ダーンリー伯 20代クリフトン男爵 アダム・ブライ (1941–2017)    | 11代ダーンリー伯 20代クリフトン男爵 アダム・ブライ (1941–2017) | 11代ダーンリー伯 20代クリフトン男爵 アダム・ブライ (1941–2017) | 11代ダーンリー伯 20代クリフトン男爵 アダム・ブライ (1941–2017) | 11代ダーンリー伯 20代クリフトン男爵 アダム・ブライ (1941–2017) | 11代ダーンリー伯 20代クリフトン男爵 アダム・ブライ (1941–2017) |  |  |  |  |  |  |  |  |  |  |  |  |
| 10代ダーンリー伯 19代クリフトン男爵 ピーター・ブライ (1915–1980)  | 10代ダーンリー伯 19代クリフトン男爵 ピーター・ブライ (1915–1980)  | 10代ダーンリー伯 19代クリフトン男爵 ピーター・ブライ (1915–1980)  | 10代ダーンリー伯 19代クリフトン男爵 ピーター・ブライ (1915–1980)  | 10代ダーンリー伯 19代クリフトン男爵 ピーター・ブライ (1915–1980)  | 10代ダーンリー伯 19代クリフトン男爵 ピーター・ブライ (1915–1980)  |  |  | 11代ダーンリー伯 20代クリフトン男爵 アダム・ブライ (1941–2017)    | 11代ダーンリー伯 20代クリフトン男爵 アダム・ブライ (1941–2017) | 11代ダーンリー伯 20代クリフトン男爵 アダム・ブライ (1941–2017) | 11代ダーンリー伯 20代クリフトン男爵 アダム・ブライ (1941–2017) | 11代ダーンリー伯 20代クリフトン男爵 アダム・ブライ (1941–2017) | 11代ダーンリー伯 20代クリフトン男爵 アダム・ブライ (1941–2017) |  |  |  |  |  |  |  |  |  |  |  |  |
|                                                                   |                                                                   |                                                                   |                                                                   |                                                                   |                                                                   |  |  | 12代ダーンリー伯 21代クリフトン男爵 イヴォ・ブライ (1968-)        |                                                                |                                                                |                                                                |                                                                |                                                                |  |  |  |  |  |  |  |  |  |  |  |  |
|                                                                   |                                                                   |                                                                   |                                                                   |                                                                   |                                                                   |  |  |                                                                   |                                                                |                                                                |                                                                |                                                                |                                                                |  |  |  |  |  |  |  |  |  |  |  |  |
|                                                                   |                                                                   |                                                                   |                                                                   |                                                                   |                                                                   |  |  | クリフトン卿 ハリー・ブライ (1999-)                               |                                                                |                                                                |                                                                |                                                                |                                                                |  |  |  |  |  |  |  |  |  |  |  |  |